# Cedar Point
Koordinaten: 41° 28′ 40″ N, 82° 40′ 43″ W

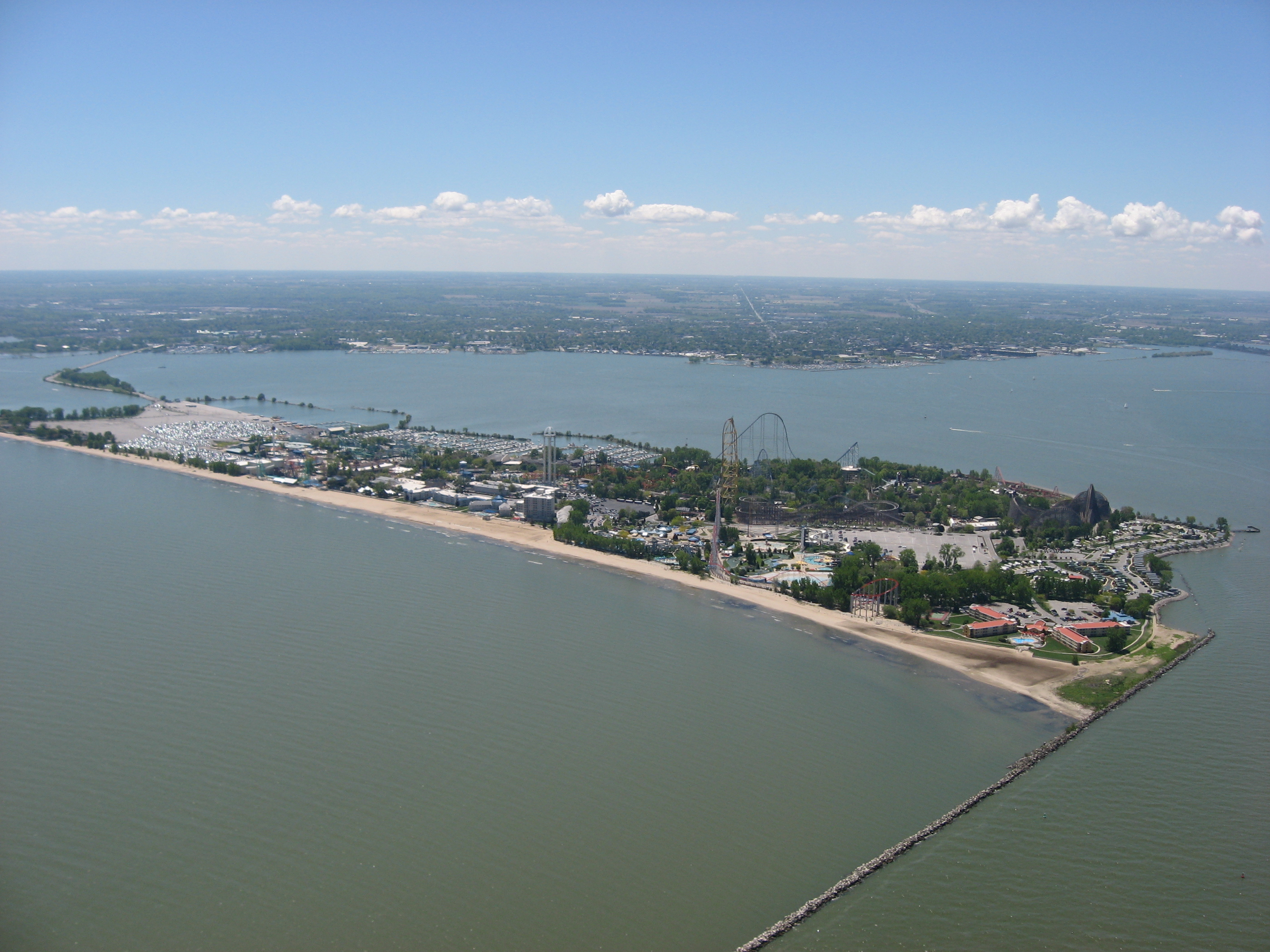
Der Park aus der Luft gesehen.

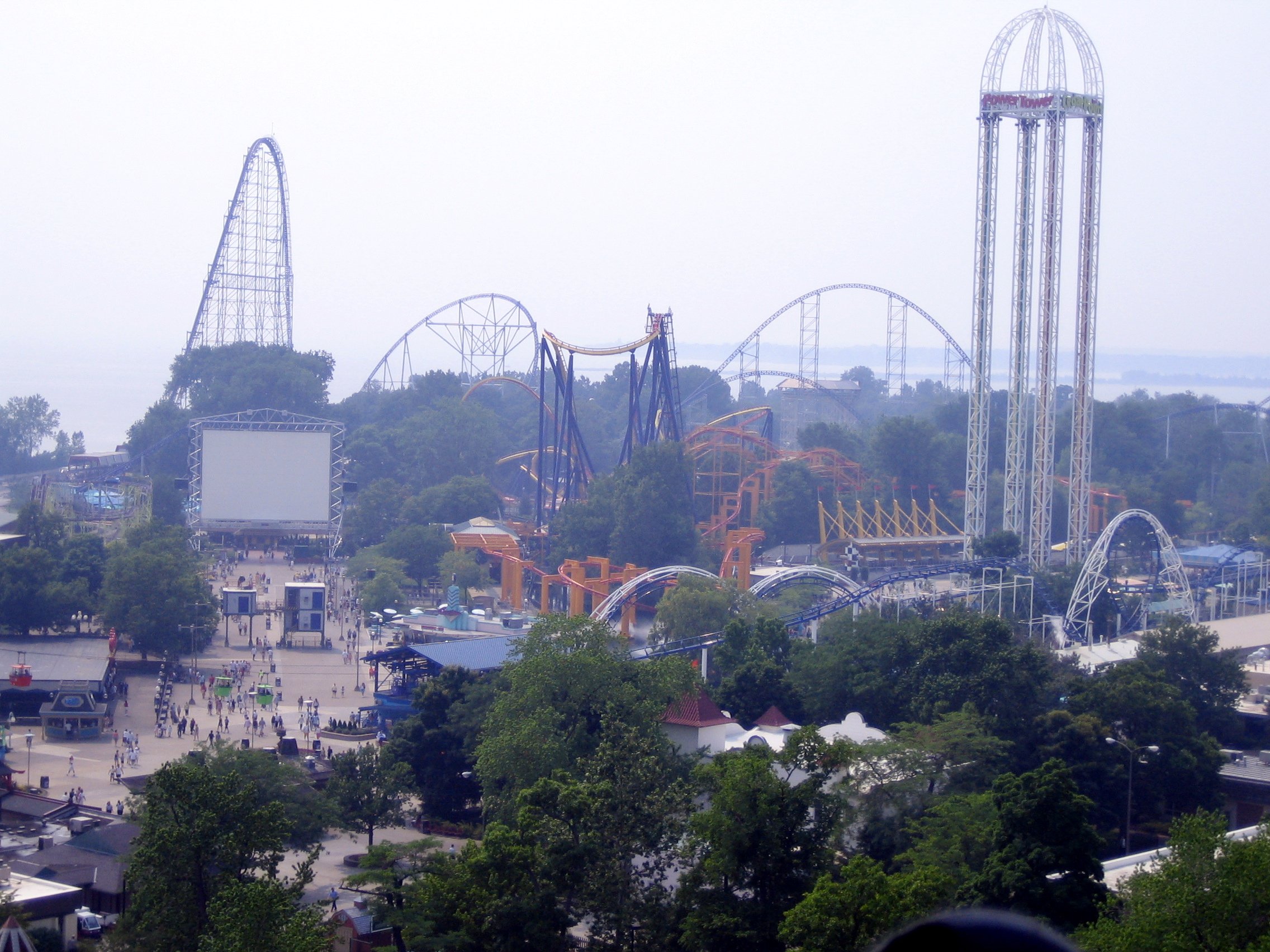
Ein Teil des Parks im Überblick

Cedar Point ist ein US-amerikanischer Freizeitpark in Sandusky, Ohio. Der Park besitzt insgesamt 18 Achterbahnen. Mit Millennium Force besitzt der Park eine Rekordbahn, die seit ihrer Eröffnung ein Symbol für die Achterbahnen wurde und noch heute eine der außergewöhnlichsten Achterbahnen der Welt ist. Mit Top Thrill 2  besitzt Cedar Point die höchste und nach Formula Rossa zweitschnellste Achterbahn der Welt. Die neueste Achterbahn, eröffnet im Jahr 2025, ist Siren’s Curse. Cedar Point bezeichnet sich selbst als größten Vergnügungspark der Welt. Mit schätzungsweise 3,731 Millionen Besuchern (Platz 15) zählte der Park im Jahr 2019 zu den 20 meistbesuchten Vergnügungsparks Nordamerikas.:35

## Geschichte
Cedar Point wurde 1870 als Park mit Badestrand am Eriesee von einem Geschäftsmann aus Sandusky eröffnet. Der Park bot den Gästen anfangs für 10 Cent Sprungbretter, eine Plattform auf dem See, sowie ein Klubhaus mit der Möglichkeit zum Speisen, Bowlen, Tanzen und Umziehen. Mit seiner über 130 Jahre langen Firmengeschichte ist er damit einer der ältesten Freizeitparks der Welt. Erst ab 1892 erfolgte mit dem Bau der Holzachterbahn Switchback Railway langsam die Umwandlung zum Freizeitpark im heutigen Sinne. Mit der Einweihung vier weiterer Holzachterbahnen von 1902 bis 1912 fokussierte man sich auf den Betrieb von Achterbahnen zur Unterhaltung der Gäste. Cedar Point hat bis heute insgesamt 15 Achterbahnen außer Dienst gestellt und betreibt aktuell 18 Achterbahnen. Die neueste Achterbahn ist Siren’s Curse, ein Tilt Coaster von Vekoma, die 2025 eröffnet wurde. Die letzte demontierte Achterbahn war Wicked Twister, die im September 2021 geschlossen und abgerissen wurde. Die älteste aktive Achterbahn im Park ist Blue Streak vom Baujahr 1964.

## Attraktionen

### Achterbahnen
| Name der Achterbahn                      | Höhe  | Länge  | Max. Geschwindigkeit | Hersteller                        | Typ                       | Baujahr | Besonderheit |
| ---------------------------------------- | ----- | ------ | -------------------- | --------------------------------- | ------------------------- | ------- | --- |
| Blue Streak                              | 24 m  | 780 m  | 64 km/h              | Toboggan Coasters                 | Holzachterbahn            | 1964    | Holzachterbahn aus dem Jahre 1964                                                                               |
| Cedar Creek Mine Ride                    | 15 m  | 774 m  | 68 km/h              | Arrow                             | Mine Train                | 1969    | keine |
| Corkscrew                                | 26 m  | 625 m  | 77 km/h              | Arrow                             | Custom Looping Coaster    | 1976    | erste Achterbahn mit drei Inversionen                                                                           |
| GateKeeper                               | 52 m  | 1269 m | 108 km/h             | Bolliger & Mabillard              | Wing Coaster              | 2013    | keine |
| Gemini                                   | 36 m  | 1199 m | 97 km/h              | Arrow                             | Special Coaster System    | 1978    | die Züge fahren ein Wettrennen                                                                                  |
| Iron Dragon                              | 23 m  | 853 m  | 64 km/h              | Arrow                             | Suspended Coaster         | 1987    | die Wagen sind frei schwingbar unter der Schiene aufgehängt; seit 2017 mit VR-Technik ausgestattet              |
| Magnum XL-200                            | 63 m  | 1556 m | 116 km/h             | Arrow                             | Hyper Coaster             | 1989    | erste Achterbahn über 200 Fuß Höhe (≈61 m)                                                                      |
| Maverick                                 | 33 m  | 1265 m | 113 km/h             | Intamin                           | LSM Launch Coaster        | 2007    | Erste Achterbahn mit Lifthill und Abschuss                                                                      |
| Millennium Force                         | 95 m  | 2010 m | 150 km/h             | Intamin                           | Giga Coaster              | 2000    | erste Achterbahn über 300 Fuß Höhe (≈91 m)                                                                      |
| Raptor                                   | 42 m  | 1155 m | 92 km/h              | Bolliger & Mabillard              | Inverted Coaster          | 1994    | keine |
| Rougarou (ehem. Mantis)                  | 44 m  | 1189 m | 97 km/h              | Bolliger & Mabillard              | Floorless Coaster         | 1996    | ehemaliger Stand-Up Coaster (jetzt Floorless Coaster)                                                           |
| Siren’s Curse                            | 49 m  | 904 m  | 94 km/h              | Vekoma                            | Tilt Coaster              | 2025    | |
| Steel Vengeance                          | 62 m  | 1750 m | 121 km/h             | Rocky Mountain Construction (RMC) | Hybrid – IBox Track       | 2018    | RMC-Hybrid-Coaster, der vor dem Umbau als Mean Streak bekannt war. Er hält 10 Weltrekorde.                      |
| Top Thrill 2 (ehem. Top Thrill Dragster) | 128 m | 853 m  | 193 km/h             | Intamin (umbau von Zamperla)      | Accelerator Coaster       | 2003    | erste Achterbahn über 400 Fuß Höhe (≈122 m); 2024 Wiedereröffnung nach Umbau von Hydraulic Launch zu LSM Launch |
| Valravn                                  | 68 m  | 1041 m | 120 km/h             | Bolliger & Mabillard              | Dive Coaster              | 2016    | keine |
| Wild Mouse                               | 16 m  | 400 m  | 56 km/h              | Zamperla                          | Twister Coaster           | 2023    | keine |
| Wilderness Run                           | 6 m   | 135 m  | 10 km/h              | Intamin                           | Children’s Roller Coaster | 1979    | keine |
| Woodstock Express                        | 13 m  | 335 m  | 46 km/h              | Vekoma                            | Junior Coaster / 335 m    | 1999    | keine |

### Sonstige Attraktionen (Auswahl)
| Name                               | Hersteller         | Typ             | Baujahr |
| ---------------------------------- | ------------------ | --------------- | ------- |
| Chaos                              | Chance Rides       | Chaos           | 1997    |
| Giant Wheel                        | Unbekannt          | Riesenrad       | 1972    |
| MaXair                             | Huss               | Giant Frisbee   | 2005    |
| Monster                            | Everly Aircraft    | Monster         | 1970    |
| Power Tower                        | S&S Power          | Power Tower     | 1998    |
| Professor Delbert's Frontier Fling | Funtime            | Skycoaster      | 1996    |
| Scrambler                          | Eli Bridge Company | Scrambler       | 1960    |
| Skyhawk                            | S&S Power          | Screaming Swing | 2006    |
| SlingShot                          | Funtime            | Slingshot       | 2014    |
| Snake River Falls                  | Arrow Dynamics     | Shoot the Cute  | 1993    |
| Thunder Canyon                     | Intamin AG         | Rafting         | 1986    |
| WindSeeker                         | Mondial            | Windseeker      | 2011    |

## Ehemalige Achterbahnen
| Name der Achterbahn          | Hersteller                | Eröffnung        | Schließung       |
| ---------------------------- | ------------------------- | ---------------- | ---------------- |
| Broadway Trip                | Mack Rides                | 1964 oder früher | 1964 oder später |
| Cyclone                      | Harry G Traver            | 1929             | 1951             |
| Dip the Dips Scenic Railways | unbekannt                 | 1908             | 1917             |
| Disaster Transport           | Intamin                   | 1985             | 2012             |
| High Frolics                 | Andy Vettel               | 1918             | 1940             |
| Jumbo Jet                    | Schwarzkopf               | 1972             | 1978             |
| Leap the Dips                | Andy Vettel               | 1912             | 1935             |
| Little Dipper                | Allan Herschell Company   | 1952             | 1952             |
| Loop the Loop                | Frederick Ingersoll       | 1902             | 1909             |
| Mean Streak                  | Dinn Co.                  | 1991             | 2016             |
| Racer                        | McKay Construction        | 1910             | 1928             |
| Scamber                      | unbekannt                 | 1962             | 1969             |
| Super Coaster                | Allan Herschell Company   | 1952             | 1964 oder später |
| Switchback Railway           | unbekannt                 | 1892             | 1901             |
| Wicked Twister               | Intamin                   | 2002             | 2021             |
| Wild Mouse                   | B. A. Schiff & Associates | 1959             | 1962             |
| Wildcat                      | Schwarzkopf               | 1979             | 2011             |
| Wildcat                      | Schwarzkopf               | 1970             | 1978             |